# بلندآماسیا
بلندآماسیا (نام علمی: Hypsamasia seni) نام یک گونه از راسته سنگین‌پایان است.